# Bendarkarlkunti, Lingsugur
Bendarkarlkunti là một làng thuộc tehsil Lingsugur, huyện Raichur, bang Karnataka, Ấn Độ.